# The Railway Children
The Railway Children waren eine englische, Indie-Pop- und New-Wave-Band aus Wigan, Greater Manchester, die von 1984 bis 1992 in der Besetzung mit Gary Newby (Gesang, Gitarre), Brian Bateman (Gitarre), Stephen Hull (Bass) und Guy Keegan (Schlagzeug) aktiv waren.

## Geschichte
Newby und Hull verdienten sich Geld als Sessionmusiker in Wigan. 1983 trafen sie dann auf Keegan am Schlagzeug. In dieser Besetzung spielten sie in Wigan als Trio in Pubs und Clubs Coverversionen anderer Bands nach. 1984 kam Bateman als Gitarrist zur Band. Von nun an traten sie als Quartett auch in Manchester auf und produzierten mit Martin Hannett erste Demos unter dem Namen The Railway Children. Sie wählten ihren Bandnamen nach dem Buchtitel von Edith Nesbit, The Railway Children. Diese Aufnahmen spielten sie auch Colin Sinclair vor. Sinclair war Inhaber des Musikclubs The Boardwalk und hatte einen Probenraum in Manchester. Er fand Interesse an ihrer Musik und war von nun an auch ihr Manager. In dieser Zeit wurden auch Tony Wilson und sein Musiklabel Factory Records auf ihre Demoaufnahmen aufmerksam und nahm sie unter Vertrag.

„Bei Factory Records mitzumachen war eine tolle Erfahrung. Wir hatten einen Raum im obersten Stockwerk des Boardwalk Gebäudes, gleich nebenan, wo die Band James probte. Die Happy Mondays probten ebenfalls dort, zusammen mit einigen anderen Factory-Bands wie A Certain Ratio und Kalima. Wir sind mit Joy Division und New Order aufgewachsen, und Tony Wilson war eine inspirierende Persönlichkeit. Wir haben uns wohl gefühlt, weil alles um uns herum völlig unstrukturiert und unbelastet war.“

Bei Factory Records erschien das erste Album Reunion Wilderness. Es enthielt die Singles, A Gentle Sound und dessen Nachfolger Brighter. Beide Singles waren in der Independent Musik Szene ein Hit und schnitten auch in den Kritiken sehr gut ab. Es folgten eine Reihe von Tourneen und Radio-Sessions, und als die Fangemeinde der Band größer wurde, wuchs auch das Interesse anderer Major-Label, die Band unter Vertrag zu nehmen. Es war Richard Branson von Virgin America, der die Band dazu überredete, sich von Factory zu lösen. Die Band verfügte dadurch über ein größeres Aufnahmebudget, wurde aber auch von Virgin in eine zunehmend kommerzielle Richtung gedrängt. Die zweite LP, Recurrence wurde 1988 veröffentlicht. Das Album zeigt deutliche Spuren des Einflusses von Virgin auf den Sound der Band. Der reine Gitarren-Pop ihrer früheren Arbeiten klang nun nach Mainstream. Angesichts der kreativen Kämpfe, die der Band bevorstanden, ist Recurrence das am besten realisierte Werk von The Railway Children. Das Album erfüllte aber nicht die kommerziellen Erwartungen von Virgin und als 1990 das dritte Album, Native Place veröffentlicht wurde, wurde die Band gedrängt, einen Hit zu landen. Mit der Single Every Beat of the Heart gelang ihnen ein deutlich tanzbarerer, charttauglicher Sound. Das bedeutete aber auch das Ende ihres Mainstream Erfolgs. 1992 wurde Virgin Music von dem Label EMI geschluckt, und die Band fand sich ohne Vertrag wieder. 1992 beschlossen The Railway Children sich aufzulösen.
Newby ging nach Japan und arbeitete dort weiter als Musiker. 1997 veröffentlichte Newby unter dem original Bandnamen The Railway Children die CD Dream Arcade mit den Gastmusikern Kuni Sugimoto am Bass und Makoto Sakamoto am Schlagzeug.
2016 kamen die ursprünglichen Bandmitglieder für eine Live-Tournee anlässlich des 30-jährigen Jubiläums ihres Debütalbums, Reunion Wilderness zusammen. Im Oktober 2019 gaben sie ihre endgültige Auflösung bekannt.

## Diskografie
Studioalben
| Jahr | Titel              | Label           | UK Charts | Anmerkung                                         |
| ---- | ------------------ | --------------- | --------- | ------------------------------------------------- |
| 1987 | Reunion Wilderness | Factory Records | –         |                                                   |
| 1988 | Recurrence         | Virgin Records  | 96        |                                                   |
| 1990 | Native Place       | Virgin Records  | 59        |                                                   |
| 1997 | Dream Arcade       | Ether Records   | –         | Gary Newby mit Gastmusikern aufgenommen in Japan. |
| 2003 | Gentle Sound       | Ether Records   | –         | wieder in Originalbesetzung.                      |